# Juan Antonio Vallejo-Nágera
Juan Antonio Vallejo-Nágera Botas (ur. 14 listopada 1926 w Oviedo, zm. 13 marca 1990 w Madrycie) – psychiatra i pisarz hiszpański.

## Życiorys
Ukończył studia na Wydziale Medycznym Uniwersytetu w Madrycie w 1949 z najwyższymi ocenami. Tytuł doktora otrzymał w 1954. Jego rozprawa doktorska Epilepsja i katatonia szczura białego otrzymała nagrodę Królewskiej Akademii Medycznej za najlepszą pracę doktorską roku.
W 1955, Królewska Akademia Medyczna przyznała mu medal za pracę "Nerwice dziecięce". W 1953 został mianowany szefem Sekcji Psychiatrii i Higieny Umysłowej (Sección de Psiquiatría e Higiene Mental) Rejonowego Instytutu Zdrowia w Madrycie.
Przez wiele lat był dyrektorem Państwowego Instytutu Pedagogiki i Centrum Badań Psychiatrycznych w Madrycie.
W 1974 pozostawił pracę naukową na rzecz pisania. W 1985 zdobył hiszpańską nagrodę literacką Premio Planeta za nowelę historyczną "Yo, el rey" (Ja, król).
Opublikował wiele prac naukowych z zakresu psychiatrii. Jest także autorem książek historycznych.

## Publikacje

### Wydane w Polsce
- Wielcy odmieńcy i wielcy szaleńcy. Wyd. Moderski i S-ka, 2000. ISBN 83-87505-42-0

### Pozostałe
- Vallejo-Nágera, Juan Antonio (2001). Ante la depresión. Editorial Planeta. ISBN 978-84-08-03781-1.
- Vallejo-Nágera, Juan Antonio (1963 - 1977). Introducción a la Psiquiatría. Editorial Científico Médica. Barcelona.. ISBN 978-84-224-0483-5.
- (2006). Aprender a hablar en público. Editorial Planeta. ISBN 978-84-08-06863-1.
- Prólogo Alejandra Vallejo-Nágera (1991). Color en un mundo gris y otros artículos. Ediciones Temas de Hoy. ISBN 978-84-7880-131-2.
- (1997). Concierto para instrumentos desafinados. Editorial Planeta. ISBN 978-84-08-02156-8.
- (2006). Conócete a ti mismo: los grandes problemas psicológicos de nuestro tiempo. Ediciones Temas de Hoy. ISBN 978-84-8460-467-9.
- (2006). Guía práctica de psicología: cómo afrontar los problemas de nuestro tiempo. Ediciones Temas de Hoy. ISBN 978-84-8460-472-3.
- (1982). El ingenuismo en España. Fundación Pedro Barrié de la Maza, Conde de Fenosa. ISBN 978-84-85728-11-4.
- (1958). Lecciones de Psiquiatría. Editorial Científico-Médica. ISBN 978-84-224-0024-0.
- (2002). Locos egregios. Editorial Planeta. ISBN 978-84-08-04460-4.
- (1995). Mishima o el placer de morir. Editorial Planeta. ISBN 978-84-08-01296-2.
- (1975). Naifs Españoles Contemporáneos. Mas Actual. ISBN 978-84-400-9199-4.
- (1996). Perfiles humanos. Planeta-De Agostini. ISBN 978-84-395-4578-1.
- (1987). Ulcera gastroduodenal en los personajes de la historia, la. Ediciones Doyma. ISBN 978-84-7592-128-0.
- (1999). Vallejo y yo. Editorial Planeta. ISBN 978-84-08-03269-4.
- (1997). Yo, el intruso. Planeta-De Agostini. ISBN 978-84-395-5966-5.
- (2004). Yo, el rey. Planeta-De Agostini. ISBN 978-84-674-0924-6.
- Vallejo-Nágera, Juan Antonio; Olaizola, José Luis (1999). La puerta de la esperanza. Editorial Planeta. ISBN 978-84-08-03246-5.